# Jieni, Olt
Jieni este un sat în comuna Rusănești din județul Olt, Oltenia, România.
 Acest articol despre o localitate din județul Olt este deocamdată un ciot. Puteți ajuta Wikipedia prin completarea lui.

Sat de o frumusețe rară cu păduri verzi de foioase, străbătut de râul Cungrea și cu celebrul copac,Tecul de la Ionicesti.
Satul Jieni este situat pe malul râului Olt, străbătut de drumul județean DJ642.